# Галаджева, Галина Григорьевна
Галина Григорьевна Галаджева (11 августа 1932, Москва — 17 июня 2020, Москва) — искусствовед, театральный педагог, художница-технолог по театральному костюму, консультант по покрою старинного платья, научный редактор ряда книг по истории костюма в издательстве «Арт-родник», в числе которых, такие фундаментальные издания, как «История моды с XVIII по XX века». — «Коллекция института Киото» (перевод с анг. 734 с. ил.) или «ИСТОРИЯ КОСТЮМА». Полная хрестоматия с рисунками из классических трудов Фридриха Готтенолта и Огюста Расине (перевод с анг. 352 с.ил.). Специалист широких профессиональных интересов в сфере костюма. Увлечена проблемами искусства костюма, его историей, а также кроем старинной одежды. Имеет более сотни публикаций, среди которых по истории костюма, искусству сценического и кино костюма, о творчестве художников драматической и музыкальных сцен в центральных журналах, научных сборниках, тематических альманахах, отдельных изданиях.

## Биография
Родилась 11 августа 1932 года в Москве. Её мама Сулимова Любовь Николаевна трагически погибла в 1944 году.
В 1949 году окончила Учкомбинат УБОН швейного профиля.
В 1950-е годы работала, одновременно окончила среднюю школу рабочей молодёжи.
С 1957 по 1962 год училась в Московском театральном художественно-техническом училище (МТХТУ) по специальности «Театральный костюм».
В 1960-е годы работала в художественно-производственных мастерских Государственного Академического Большого театра СССР в качестве художника-технолога по костюмам.
Участвовала в создании балетов Юрия Григоровича («Спящая красавица», «Щелкунчик», «Легенда о любви», «Спартак») и других балетмейстеров («Лейли и Меджнун», «Петрушка», «Жар-птица» и др.).
В 1970 году закончила Государственный институт театрального искусства им. А. В. Луначарского (ГИТИС) по специальности «Театровед».
В 1970-е годы преподавала предмет «Истории костюма» в МТХТУ и в Московском государственном текстильном институте имени А. Н. Косыгина в качестве старшего преподавателя на факультете «Декоративно-прикладного искусства». Во время работы в институте опубликовала брошюру «Вопросы теории и истории сценического костюма и костюма в кино».
В 1979 году опубликовала статью в журнале МОД «Время конструкция, форма», которая легла в основу уникальной авторской учебной программы дисциплины «История костюма и технологий», одного из базовых предметов при подготовке специалистов по костюму, и подвела итог её практической работы в театре над сценическим костюмом и преподавательской деятельности. По этой программе впервые в отечественной педагогической практике будущие специалисты изучают искусство костюма в тесной связи с развитием кроильного искусства и в контексте художественного стиля эпохи, с закреплением теоретических знаний практической работой над реконструкциями старинного платья. О стиле работы Галины Григорьевны со студентами даёт представление издание «Модный костюм Франции и искусство кроя в контексте художественного стиля барокко» (2019), где среди прочих иллюстраций, публикуются наиболее удачные студенческие реконструкции.
В 1980-е годы Галаджева работала в должности младшего научного сотрудника во Всесоюзном научно-исследовательском институте киноискусства Госкино СССР, куда она была принята со своей темой «Искусство художников кино».
В 1982 году защитила кандидатскую диссертацию и получила степень кандидата искусствоведения, продолжив работу в качестве старшего научного сотрудника ВНИИ киноискусства. Опубликовала работу о художниках костюма в кино «Художники советского художественного кино».
Научные работы Галины Григорьевны этого периода публикуются в научных сборниках института и специализированных альманахах о художниках кино.
В 1979 году Галина Григорьевна была командирована от ВНИИК для подготовки и проведения юбилейной выставки «60 лет Советского кино», проходившей на ВДНХ СССР (ныне ВВЦ), где она курировала раздел «Художники Советского кино». За участие в выставке была награждена серебряной медалью ВДНХ.
С 1971 года преподавала в Театральном художественно-техническом училище.
В десятилетие 1980-х годов Галаджева научную работу во ВНИИ киноискусства совмещала с практикой преподавания в вузах Москвы, стремясь распространить свой метод изучения костюма, который встречал активное приятие его студенческой аудиторией, на отделениях дизайна костюма в Московском филиале Ленинградского государственного университета, в МХПИ, ТХТУ, а также в Международном университете бизнеса и управления (МАБИУ), где она работала в должности профессора Института дизайна и рекламы.
В 1990-е годы работала в Школы-Студии МХАТ. На постановочном факультете по инициативе художника Э. П. Маклаковой открывается отделение костюма, куда Галина Григорьевна была приглашена к сотрудничеству, поскольку её метод работы над постижением искусства костюма совпадал с учебными планами Маклаковой
Позже уже выпускники Школы-студии МХАТ понесут заложенные Г. Галаджевой в далёкие 70-е принципы преподавания «Истории костюма и технологий», отшлифованные в Школе-студии, распространяя их в таких учебных заведениях, как ВГИК, ГИТИС, МАБИУ,ТХТУ.
В 2001 году Галаджевой было опубликовано «Практическое пособие по историческому крою западно-европейского костюма XI—XV веков» (изд. петербургского клуба «Амазонка»).
В течение многих лет сотрудничала с театральным журналом «СЦЕНА».
В 2002 году была награждена дипломом лауреата конкурса «Грант Москвы» в области наук и технологий в сфере образования.
С 2002 года Галаджева — ведущая рубрики журнала «Ателье» «Эволюция кроя западно-европейского костюма». Более шестидесяти статей, опубликованных в этой рубрике, сложились в сборник, который по существу явился оригинальной интерпретацией истории западноевропейского костюма X—XX веков (сборник готовится к изданию в издательстве «Кон-Лига-пресс»).
С 2003 года преподавала в московском филиале Ленинградского государственного университета в должности доцента и в Институте дизайна и рекламы Международного университета бизнеса и управления.
В 2004 году была награждена Министерством образования нагрудным знаком «Почётный работник среднего профессионального образования Российской Федерации».
С 2005 года была принята в НОУ Международный университет бизнеса и управления на должность профессора кафедры «Дизайн костюма и текстиля».
В общей сложности Галаджевой было опубликовано около ста научных, научно-популярных статей, отдельных изданий, учебно-методических пособий (о костюме в кино, на драматической и музыкальной сценах, о моде, об искусстве старинного кроя) в центральных художественных журналах, тематических альманахах, научных сборниках и отдельных изданиях.
Закончила преподавать в МУБИУ в 2012 году.
В последние годы жизни Галаджева была целиком занята творческой работой и готовила к изданию книгу из истории средневекового костюма.
Ушла из жизни Галина Григорьевна 18 июня 2020 года, похоронена на Ваганьковском кладбище Москвы.

## Изданные книги
- 1984 — «Художники советского художественного кино».
- 2001 — «Практическое пособие по историческому крою западно-европейского костюма XI—XV веков».
- 2015 — «Модный костюм Франции и искусство кроя в контексте художественного стиля барокко» (Учебно-практическое пособие по дисциплине «История костюма и технологий»).
- 2019 — «Модный костюм Франции и искусство кроя в контексте художественного стиля барокко» (Учебно-практическое пособие по дисциплине «История костюма и технологий») — 2-е издание, дополненное и исправленное.
- 2020 — «Очерки истории европейского костюма и технологий XI—XX веков»
- 2021 — «Путешествие в мир мужского костюма»

## Журнальные публикации
«Ателье» 2002
- № 7 — ст. «Как это было» с.57-61,ил.
- № 8 — ст. «Крой для вечности» с.56-59, ил.
- № 9 — ст. «В поисках новых форм» с.34-57 ил
- № 10 — ст. «Платье Симонетты» с.58- 60, ил.
- № 11 — ст. «Плащ в стиле Готики» с.58- 61, ил.
- № 12 — ст. «Как носили шаперон» с.58-61

«Ателье» 2003
- № 1 — ст. «Костюм в зеркале времени» с.54-59

«Реконструкция — Упелянд сеньоры Арнольфини» с.58-60, ил.
- № 2 — ст. «В стиле экревисс» с.58-61, ил.
- № 3 — ст. «Флорентийская мода» с.58-61, 61
- № 4 — ст. «Венецианская феерия» с.54-57, ил.
- № 5 — ст. «Кладовая образов» с.58-61, ил.
- № 6 — ст. «Гордость Англии» с.57,-61, ил.
- № 7 — ст. «Тайны мадридского двора» с.46-48, ил.

«Костюм королевы Анны» (реконструкция) с.49-50, ил.
- № 8 — ст. «Немецкий фасон» с.50-2,.
- № 9 — ст. «В духе Рабле» с..59-61, ил.
- № 10 — ст. «Колыбель haut captur» 54-57, ил.
- № 12 — ст. «Нидерланды: барочные зарисовки» с.64-67, ил

«Ателье» 2004
- № 2 — ст. «Законодатели моды барокко» с.54-57, ил.
- № 4 — ст. «Диктат барокко» и.54-67, ил.
- № 6 — ст. «Испанское барокко» с.57-59, ил.
- № 7 — ст. «В стиле рококо» с.46-49, ил.
- № 8 — ст. «Франты рококо» с.48-51, ил.
- № 9 — ст. «Игры классицизма» с.54-57. ил..
- № 10 — ст. «На английский манер» с.54-57, ил.56
- № 11 — ст. «Гардероб императрицы» с.54-57, ил.
- № 12 — ст. «Как денди лондонский» с.54-57, ил.

«Ателье» 2005
- № 1 — ст. «Марсельеза для щеголей» с.54-59.
- № 2 — ст. «Зарисовки в стиле ампир» с.55-57
- № 3 — ст. «Торжество буржуазной моды» с.-54-57, ил
- № 4 — ст. «Эпоха романтизма» с.54-56, ил.
- № 5 — ст. «Скромное обаяние буржуазии» с.54-56, ил.
- № 6 — ст. «Элегантная буржуазия» с.54-57, ил.
- № 7 — ст. «Конец эпохи романтизма» с.48-51, ил.
- № 8 — ст. «Второе рококо, или мода императрицы Евгении» сс48-57, ил.
- № 9 — ст. «Эпоха великого англичанина» с.54-56, ил.
- № 10 — ст. «Революционная мода» 56-58,ил.
- № 12 — ст. «Турнюрная мода» с.54-57, ил.

«Ателье» 2006
- № 1 — «Эпоха осознания тела» с.54-57, ил.
- № 2 — «Нагое платье» с.50-59, ил.
- № 3 — «Прощание с турнюром» с.54-57, ил.
- № 5 — «Освобожденная грация» с.54-57,ил.
- № 6 — ст. «Эпоха смешения идей» с.54-57,ил.
- № 7 — ст. «Ода корсету» с.48-51, ил.
- № 8 — ст. «В стиле модерн» с.46-49,ил.
- № 10 — ст. «Модерн по-английски» с.52-55,ил.
- № 12 — ст. «Время перемен» с.48-51,ил.

«Ателье» 2007
- № 01 — ст. «Закат прекрасной эпохи» с.56-59.
- № 03 — ст. «Мужской костюм на стыке двух веков» с.48-51, ил.
- № 05 — ст. «Мужской костюм на стыке двух веков» с.54-57, ил.
- № 06 — ст. «Детский костюм» с.52-55, ил.
- № 08 — ст. «Женская мода военных лет» с.46-49, ил.
- № 10 — ст. «Женская мода 1919—1923-х годов» с.50-53, тл.
- № 12 — ст. «Эпоха la Gartnere» с.52-55, ил.

«Ателье» 2008
- № 01 — ст. «Вечерние платья 1920-х» с.54-57, ил.
- № 02 — ст. «Роскошная мода драматичных 1930-х» с.52-55,ил.
- № 04 — ст. «Сюрреализм и мода конца 1930-х» с.54-57,ил.
- № 06 — ст. «Изысканный корсет» с.54-57, ил.
- № 07 — ст. «Изысканный корсет» с.46-48, ил.
- № 09 — ст. «Мода военного времени» с.54-57, ил.

«Ателье» 2010
- № 05 — ст. «Великое трехлетие в моде конца 1940-х» с.56-61
- № 07 — ст. «Роскошные 50-е» с.50-53, ил.

«Ателье» 2011
- № 05 — «Антонио Гауди и дизайн костюма» c.54-57, ил.
- № 07 — «Мода с царского плеча» с.53-55, ид.

В сотрудничестве с журналом «СЦЕНА» — ежемесячный иллюстрированный журнал по вопросам сценографии, сценической техники и технологии, архитектуры, образования и менеджмента в области зрелищных искусств. Учредитель Союз Театральных деятелей РФ (ВТО) Г.Галаджевой опубликованы следующие статьи:
- № 22. 2002 — «Культура взаимоотношений» с.18-19 ч/б ил.
- № 1 (янв.-февр.) 2009 — «Удивительная Наталья» — с. 21-24 (Текст): ил.
- № 1(янв.-февр.) 2013 — «Читая Станиславского». — с. 11-13 (Текст) : 4 ил., 3 цв.ил
- № 4 (96). 2015 — «Художник-технолог театрального костюма» с. 53-57(Текст) :10 ил., 6 цв
- № 3 (101). 2016 — «Поэзия старинного кроя» — с. 58-63 (Текст): 11 цв. ил., 5 ил., 7 рис.
- N 6 (104). 2016 — «Как одевались и как выглядели» — с 59-62 (текст). ил.4 . 10 цв.
- № 2 (106). 2017 — «Стиль экревисс» — с. 64-67 (Текст) : 6 ил., 14 цв. пл.

В сотрудничестве с журналом «Коклюшечное кружево» (учебно-методическое пособие, в 10-е годы прекратил существование) опубликовано ряд статей из серии «История моды и кружево». Журнал зарегистрирован Федеральной службой по надзору за соблюдением законодательства в сфере коммуникаций и культурного наследия.
- № 01 — 2008 (3) «Поиски новой красоты» с.26-29, ил. цв., ч/б
- № 02 — 2008 (4) «Кружево вместо бриллиантов» с.24-27, цв.ил
- № 03 — 2008 (5) «Кружево барокко в мужском костюме» …с.24-27, цв., ч/б ил.
- № 01 — 2009 (6) «Кружево в конструкции женского платья барокко» с.26-29, ил. цв., ч/б
- № 02 — 2009 (7) «Кружево и рококо» с.26-29, цв.ил.
- № 02 — 2010 (9) «Кружево в эпоху второго рококо» с.24-27, ил. цв., ч/б.
- № 01 — 2010 (8) «Мода и кружево в стиле модерна» (конец XIX-нач. XX вв.) с.25-27 , цв., ил.